# プカプカ島
プカプカ島（プカプカとう、Pukapuka）は、クック諸島の主島ラロトンガ島から1100km西北に離れた島。南太平洋の孤島であり、そのためデンジャー（Danger）島との別名もある。浮島ではない。ラグーンの中に3つの島があるが、プカプカ島以外は無人島である。総面積は1km2（250エーカー）で、人口は800人（1964年）。二千年前の居住跡が日本人による1990年代の調査で見つかっている。

## 西洋人の来訪
1595年8月20日スペイン人探検家アルバロ・デ・メンダーニャ・デ・ネイラが島を目撃し、聖バーナードに因みサン・ベルナルド島と命名した。1765年6月21日英海軍提督ジョン・バイロン（詩人バイロンの祖父）が上陸を試みたが、高波で危険なためデンジャー島と呼んだ。1796年4月4日仏探検家ピエール・フランソワ・ペロン一行が海岸に到達したが原住民が上陸を拒否、島の物資と西洋の物品が交換された。

## 島の生活
3つの島はそれぞれ3つの村に分割されていて、プカプカ島と2つの無人島にそれぞれ共同所有地を持ち、コプラ船が来る数週間前から共同で働く。
村のあるプカプカ島には天然の窪地があり、タロイモ畑になっている。世代から世代へと共同の作業によって拡大されたものであり、言い伝えによると、若干の家族は300年も続いているとされる。
1914年のハリケーンの結果飢饉の状態に陥り、タロイモ畑は全体として統一的に管理され、島民の間に平等に分配された。平等配分はその後も続き、土地保有の均等性が支えられている。タロイモ畑は女性を通じ、宅地とココヤシ畑は男性を通じて相続がなされる。
村のリーダーは、いつどのような資源（タロイモ、ココヤシ、カニ、魚、海鳥）をとるかを判断し、その身分ゆえに毎年若干のココヤシを受ける。収穫において成人は平等の配分を受け、老人などはきつい仕事をしなくてもやはり平等の配分を受ける。
第二次世界大戦後、クック諸島のマニヒキ島から真珠貝がもたらされ、ラグーン内で養殖が行われている。

## ナッソウ島取得の経緯
プカプカ島の東南約70kmの位置にナッソウ島という低い、広さ300エーカーほどの島がある。タロイモがよく育ち、全島がココヤシ林に覆われた島である。これは19世紀末に一人のアメリカ人が所有し、プカプカ島人に預けていたものであるが、後に次々と人手に渡り、最後に南海の商業で重きをなしているバーンズ・フィリップ社の所有になっていた。
1945年にニュージーランド政府がこの島をプカプカ島人のために2000ポンドで商社から購入していたものをプカプカ島人が再び購入するに至った。購入資金は3つの村の6人の商人によって個人的に支出されたが、所有権は6人のものではなく、3つの村の共同所有になっている。しかし、何人たりともナッソウ島に永久に留まることは許されない。数年間島に留まってタロイモを作っていた数名が1964年にここに不定期間留まることを許可してほしいと村会に申し出たが、却下された。彼らが島に留まることによって、島を自分たちの土地と思い込んでしまうのを村会はおそれたといわれる。

## 言語の障壁
1914年のハリケーンによる飢饉の結果、プカプカ島人の若干の者がラロトンガ島に強制的に移住させられたが、いまだにラロトンガ人とは打ち解けず、孤立した集落を形成している。これは、現地語であるプカプカ語の訛りがひどいことが理由とされている。そのため、プカプカ島から外部への移住はきわめて少ない。

## 備考
蟻川明男『世界地名語源辞典』<三訂版>には、プカプカとはポリネシア語で「白い葉の低木」という意味である、と記載されている。